# Bobby Lowe (Kampfsportler)
Edward „Bobby“ Lowe (* 23. August 1929; † 14. September 2011) war ein amerikanisch-chinesischer Kampfkunstexperte und Pionier des Karate im Stil des Kyôkushin (8. Dan) auf Hawaii, USA.

## Leben
Er war zunächst Schüler von James Masayoshi Mitose im Stil des Koshô-ryû Kenpô, bevor er 1952 durch Ōyama Masutatsu das Kyôkushin kennenlernte. Lowe folgte Ōyama nach Japan, wurde dessen erster ausländischer Schüler und Ōyamas erster Uchi-Deshi.
1957 eröffnete Lowe auf Hawaii das erste Kyôkushin-dôjô außerhalb Japans und war dort seit über 50 Jahren als Kyôkushin-Lehrer aktiv. Bis zu seinem Tod war er einer der ranghöchsten Repräsentanten der aus Ōyamas International Karate Organization (IKO) unter Leitung Akiyoshi Matsuis entstandenen IKO1. Zu seinen Schülern gehörte u. a. Arthur Kôji Hisatake.

## Veröffentlichungen
- Mas Oyama's Karate as practiced in Japan. Arco Pub. Co., New York 1964. ISBN 0-668-01140-8.
- Kyôkushin Self Defense
- Kyôkushin Karate: Self Defense Techniques. 1999.